# اوکو
اوکو (به لاتین: Ökü) یک منطقه مسکونی در جمهوری آذربایجان است که در شهرستان یاردیملی واقع شده است.